# شهرستان اوکتیابرسکی (استان کورسک)
شهرستان اوکتیابرسکی (به لاتین: Oktyabrsky District) یک شهرستان در روسیه است که در استان کورسک واقع شده‌است.